# موتور وی۱۶

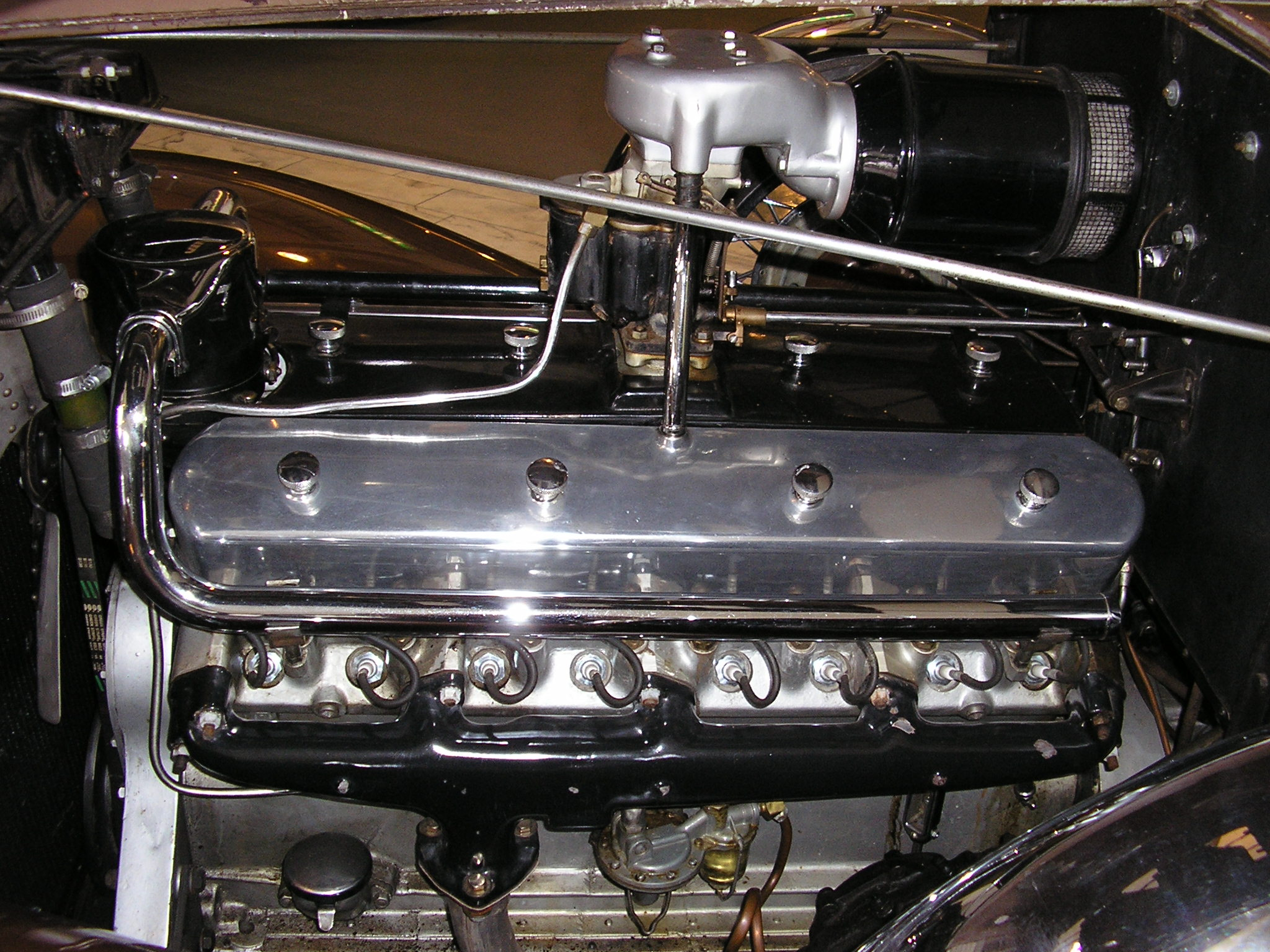
موتور خودرو مارمون ۱۹۳۳.

موتور وی۱۶ یک موتور پیستونی شانزده سیلندر است که در آن دو بانک هشت سیلندر در یک وی‌شکل در اطراف یک میل‌لنگ مشترک قرار گرفته‌اند. موتورهای وی۱۶ کمتر از موتورهای با سیلندرهای کمتر مانند موتورهای وی۸ و وی۱۲ رایج هستند. هر بانک از یک موتور وی۱۶ را می‌توان به عنوان یک طراحی هشت سیلندر خطی در نظر گرفت، طرحی که ذاتاً می‌تواند متعادل باشد. بیشتر موتورهای وی۱۶ دارای زاویه انحرافی ۴۵ درجه هستند.
نخستین استفاده از موتور وی۱۶ در هواپیمای آزمایشی آنتونت۷ در سال ۱۹۱۰ و به دنبال آن چندین اتومبیل در دهه ۱۹۳۰ بود. امروزه رایج‌ترین کاربردهای موتورهای وی۱۶، لوکوموتیوهای راه‌آهن، کشتی‌های دریایی و ژنراتورهای برق ثابت هستند.

## برنامه‌های کاربردی خودرو

### خودروهای تولیدی

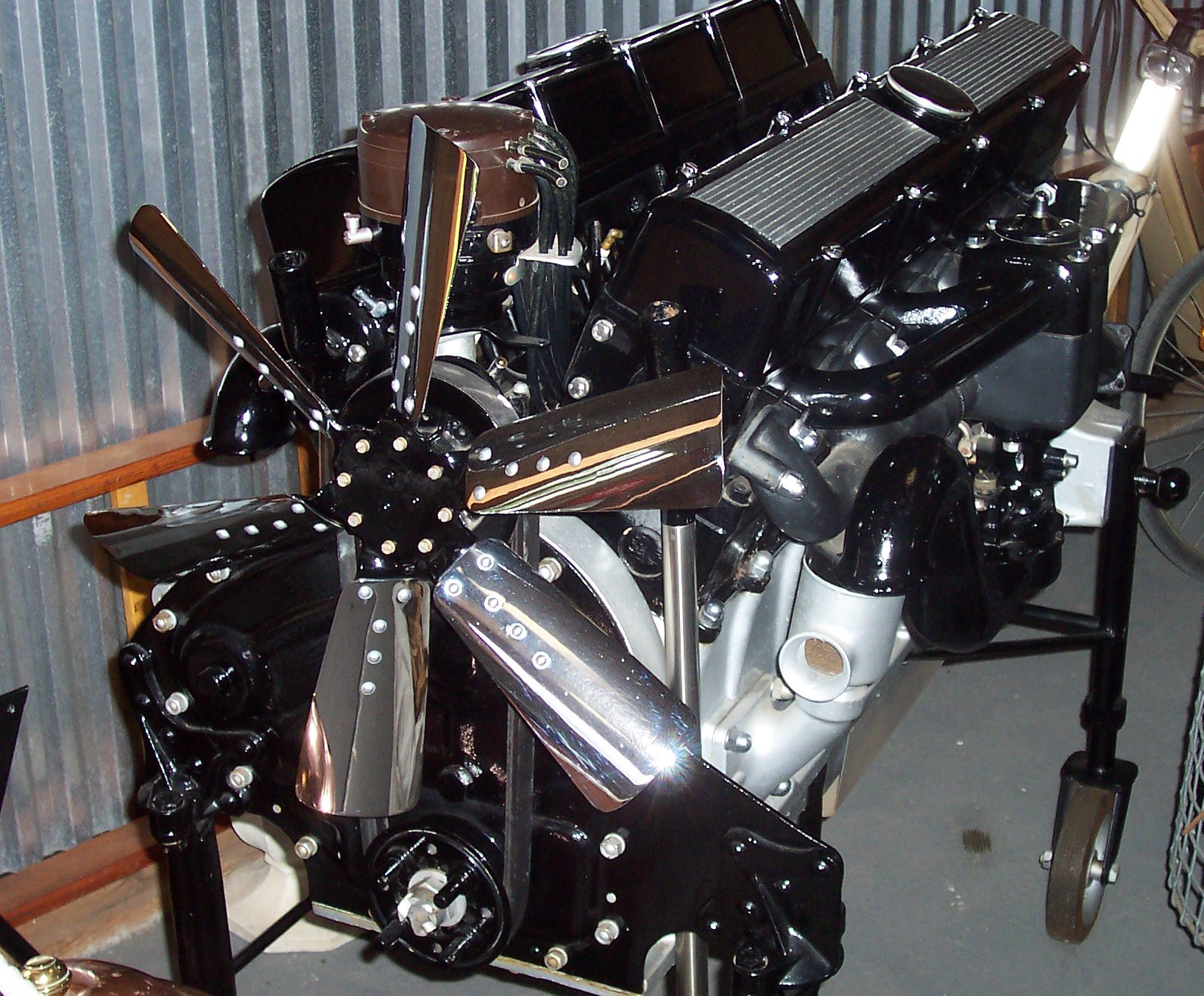
موتور وی۱۶ کادیلاک در اوایل دهه ۱۹۳۰

نخستین خودروی تولیدی که از موتور وی۱۶ استفاده کرد کادیلاک وی-۱۶ بود که در ژانویه ۱۹۳۰ معرفی شد. موتور کادیلاک وی۱۶ در ابتدا با حجم ۴۵۲ اینچ مکعب (۷٫۴ لیتر) تولید شد، سوپاپ رو و زاویه وی ۴۵ درجه. برای سری ۹۰ ۱۹۳۸، موتور به حجم ۴۳۱ اینچ مکعب (۷٬۰۶۲٫۸ مترسانتی مکعب) تغییر یافت. یک سوپاپ سر مسطح و یک زاویه وی ۱۳۵ درجه (این دومی برای دستیابی به ارتفاع کاسه کمتر). این ۴۳۱ مس نسخه جدید به اندازه نسخه پیشین خود قدرت تولید می‌کرد در حالی که پیچیدگی بسیار کمتری داشت، میل‌لنگ سفت‌تری داشت که به دوام و صافی کمک می‌کرد و حتی فیلتر روغن خارجی داشت که در آن روزها برای هر خودرویی با هر قیمتی نادر بود.
شرکت خودروسازی مارمون در واقع توسعه موتور وی۱۶ را در سال ۱۹۲۷ (پیشتر از کادیلاک) آغاز کرد. با این حال، برنامه توسعه آن بیشتر طول کشید و Marmon Sixteen در سال ۱۹۳۱ منتشر شد. این موتور دارای زاویه وی ۴۵ درجه بود، از آسترهای سیلندر فولادی فشرده استفاده می‌کرد و بیشتر از آلومینیوم ساخته شده بود. تنها ۴۰۰ دستگاه مارمون سیکست بین سال‌های ۱۹۳۱ تا ۱۹۳۳ تولید شد.
در سال ۱۹۹۱، سیزتا-مورودر وی۱۶تی آغاز به تولید کرد که دارای یک موتور ۱۶ سیلندر در یک پیکربندی منحصربه‌فرد بود. به‌جای طرح‌بندی وی۱۶ معمولی، موتور در واقع دو موتور وی۸ مجزا بود که به صورت عرضی نصب می‌شدند و چرخ دنده‌ای بین این دو وجود داشت که خروجی واحدی را از مرکز مجموعه موتور به گیربکس ارائه می‌کرد. تنها چند خودرو پیش از توقف فعالیت شرکت تولید شد.

### نمونه اولیه خودروها

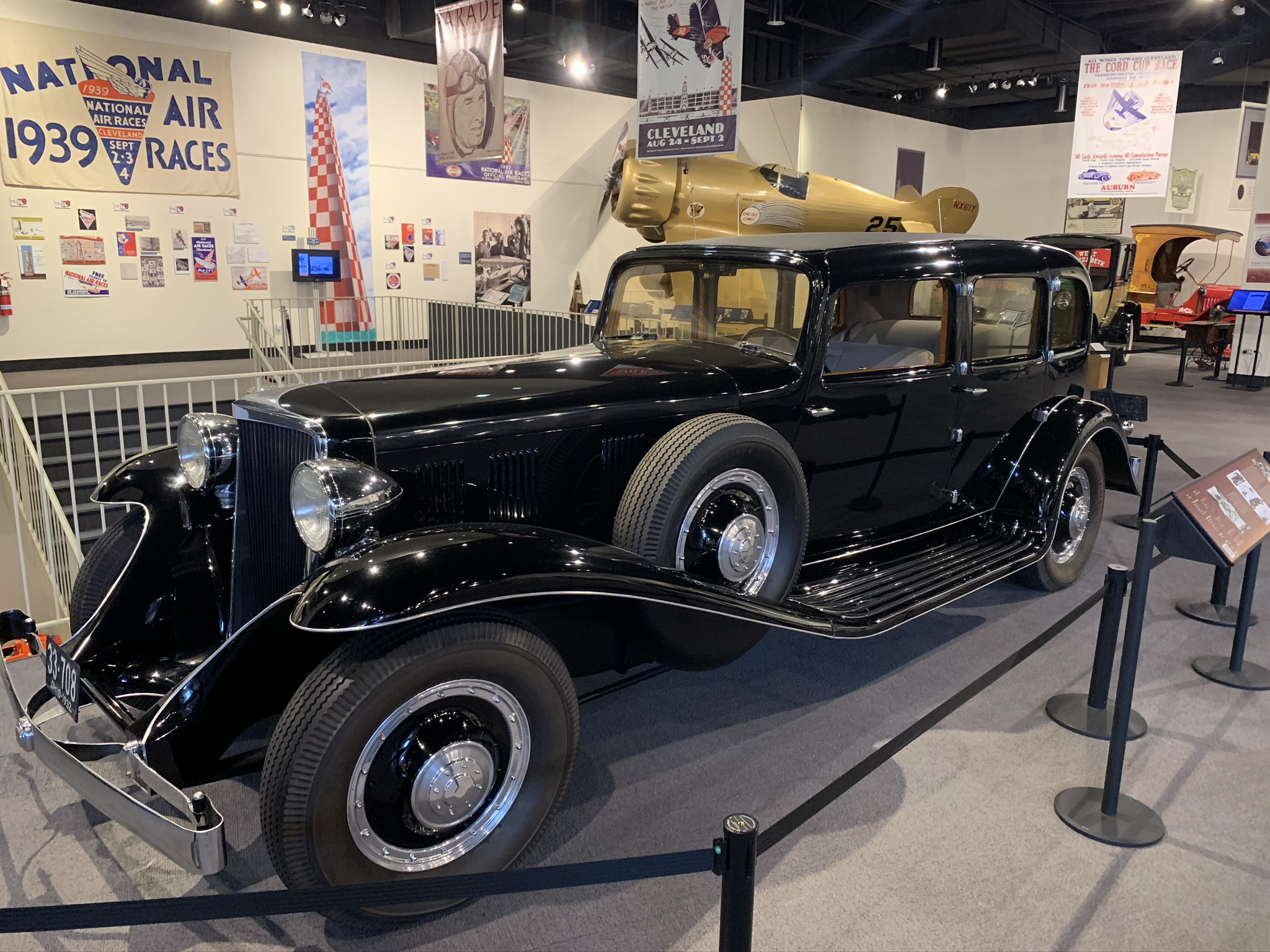
نمونه اولیه پیرلس سیکستین ۱۹۳۲

شرکت پیرلس موتور یک موتور وی۱۶ را در اوایل دهه ۱۹۳۰ توسعه داد، با این حال فقط یک نمونه اولیه ساخته شد پیش از اینکه همه تولیدات خودرو متوقف شود و این شرکت کارخانه خود را به یک کارخانه آبجوسازی پس از پایان ممنوعیت در ایالات متحده تبدیل کرد.
در اواخر دهه ۱۹۸۰، BMW Goldfish V16 ۶٫۷ لیتر (۴۰۹ اینچ مکعب) موتور بر پایه موتور وی۱۲ جدید ب‌ام‌و در آن زمان توسعه یافت. نمونه‌های اولیه روی یک شاسی بلند سری ۷ و سپس در اوایل دهه ۱۹۹۰ به یک بنتلی مولسان نصب شدند. تقریباً در همان زمان، مرسدس بنز نسخه ۸٫۰ لیتر (۴۸۸ اینچ مکعب) را توسعه داد موتور وی۱۶ برای لیموزین کلاس اس. میان سال‌های ۱۹۸۸ و ۱۹۹۰، تقریباً ۳۵ نمونه اولیه ساخته شد.
خودروی مفهومی کادیلاک سیستین ۲۰۰۳ با ۱۳٫۶ لیتر (۸۳۰ اینچ مکعب) رونمایی شد. موتور وی۱۶ که بر اساس موتورهای جنرال موتورز ال‌اس وی۸ ساخته شده بود. سال بعد، خودروی مفهومی رولز رویس 100EX با موتور ۹٫۰ لیتر (۵۴۹ اینچ مکعب) وی۱۶ رونمایی شد. خودرویی که در فیلم جانی انگلیش دوباره متولد می‌شود از این موتور وی۱۶ استفاده می‌کند.
نمونه اولیه دول سیکستین ۲۰۱۷ از یک موتور ۱۶ سیلندر ۱۲٫۳ لیتری چهار توربو استفاده می‌کرد.

### خودروهای مسابقه‌ای
نخستین مورد استفاده از وی۱۶ در مسابقات اتومبیل رانی مازراتی تیپو وی۴ بود که در مسابقات گرندپری استفاده شد. تیپو وی ۴ در سال ۱۹۲۹ در مونزا معرفی شد و رکورد سرعت جهانی ۲۴۵٫۹ کیلومتر بر ساعت (۱۵۲٫۸ مایل بر ساعت) را به دست آورد. در یک رویداد در کرمونا، ایتالیا.

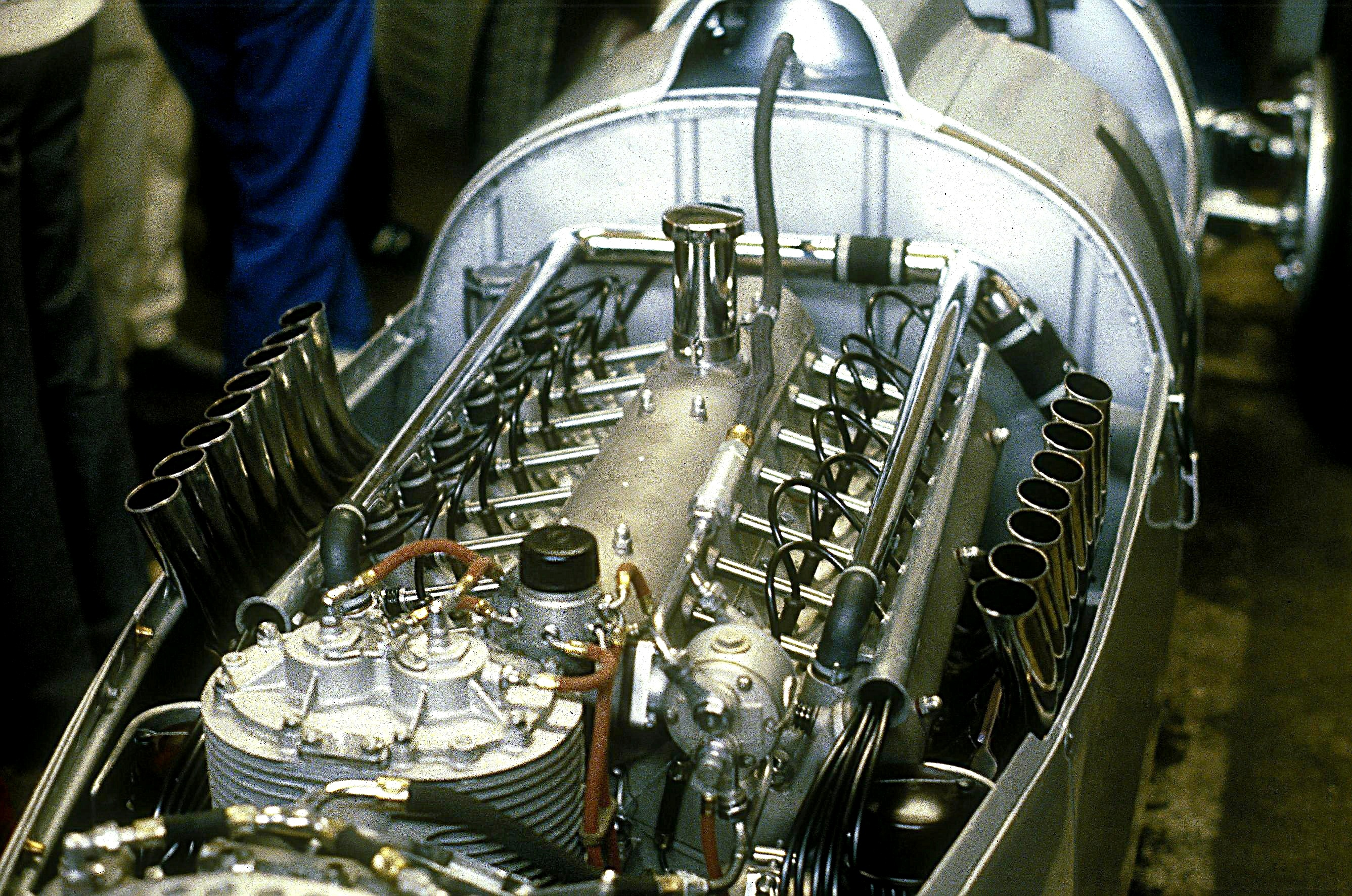
موتور Auto Union Type C

در سال ۱۹۳۱ در ایندیاناپولیس ۵۰۰، یک موتور وی۱۶ سفارشی بر روی یک «سوپراسپرت» کورد که توسط شورتی کانتلون هدایت می‌شد، نصب شد. این خودرو رقابتی بود و از رتبه ۲۶ در شبکه به رتبه ۳ شارژ می‌شد، اما به دلیل غیرقابل اطمینان بودن کند شد و با تعویض هر ۱۶ شمع تشدید شد. سال بعد، برایان ساولپاگ این خودرو را در جایگاه سوم قرار داد. ماشین در دور ۵۵ دچار شکستگی خط روغن شد و مسابقه آنها به پایان رسید. مدت کوتاهی پس از مسابقه، وی۱۶ حذف شد و با یک موتور چهار سیلندر معمولی میلر جایگزین شد.
خودروهای موتور وسط Auto Union تایپ ای، تایپ بی و تایپ سی گرند پریکس در سال‌های ۱۹۳۳ تا ۱۹۳۸ با موتورهای ۴٫۴ لیتر (۲۶۹ اینچ مکعب) کار می‌کردند. با توجه به تغییر قوانین در سال ۱۹۳۸، اینها با یک موتور وی۱۲ برای ماشین مسابقه‌ای تایپ دی جایگزین شدند. قبل از این تغییر قانون، آلفا رومئو تیپو ۳۱۶ در گرندپری ۱۹۳۸ طرابلس با موتور ۶۰ درجه وی۱۶ شرکت کرد.
تنها مورد استفاده شناخته شده از موتور وی۱۶ در دوران پس از جنگ جهانی دوم، موتور وی۱۶ موتورهای مسابقه بریتانیا (BRM) است که در مسابقات فرمول یک از سال ۱۹۵۰ تا ۱۹۵۵ استفاده شد. موتور ۱٫۵ لیتر (۹۱ اینچ مکعب) بود طراحی سوپرشارژ، که با وجود توان خروجی بالا ناموفق بود. رسماً ۴۱۰ کیلووات (۵۵۰ اسب بخار) تولید کرد اما احتمالاً حدود ۴۵۰ کیلووات (۶۰۰ اسب بخار) تحویل داده شده‌است. رانندگی ماشین دشوار بود، زیرا باند قدرت در محدوده باریک و در دور بالا قرار داشت.

## کاربردهای دریایی / ریلی

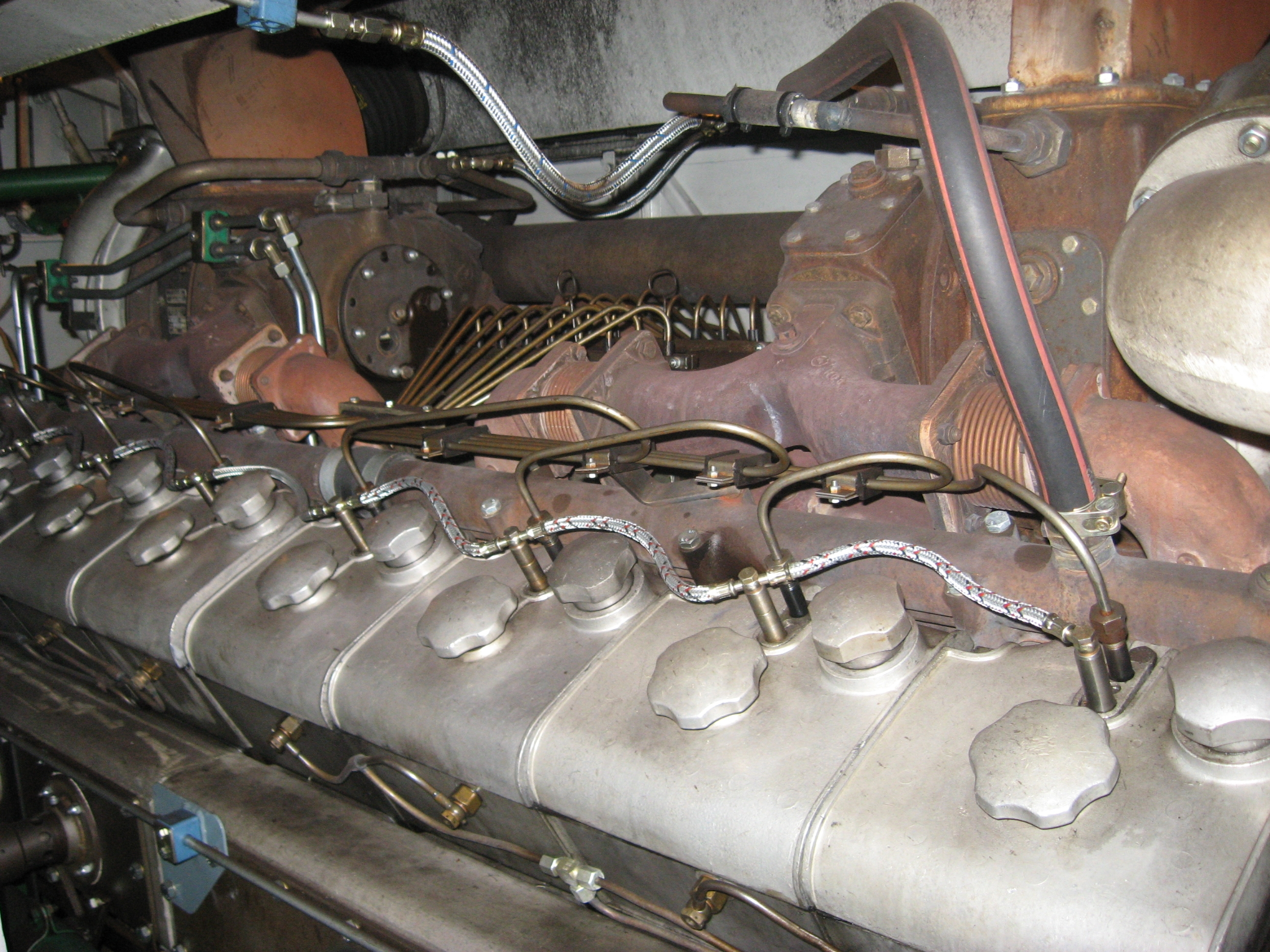
موتور تامپلا MGO در لوکوموتیو VR کلاس Dv12

پیکربندی وی۱۶ همچنین در چندین موتور دیزلی با جابه‌جایی بزرگ که به عنوان موتورهای دریایی یا در لوکوموتیوهای ریلی استفاده می‌شود، استفاده می‌شود. این امر به این دلیل است که سازندگان اغلب موتوری را حول یک جابه‌جایی ثابت در هر سیلندر طراحی می‌کنند، سپس سیلندرهای اضافی را تا رسیدن به توان خروجی مورد نیاز به طرح اضافه می‌کنند. برای مثال، محدوده موتورهای Electro-Motive Diesel 710 از ۷۱۰ اینچ مکعب (۱۱٫۶ لیتر) در هر سیلندر استفاده می‌کند و نسخه ۱۶ سیلندر (موسوم به EMD 16-710) بیش از ۴٬۳۰۰ اسب بخار (۳٫۲ مگاوات) تولید می‌کند.
جی‌ای ترنسپورتیشن سیستمز موتورهای چهار زمانه سری 7FD (مورد استفاده در کاربردهای دریایی، لوکوموتیو و ثابت) را تولید می‌کند که دارای جابه‌جایی ۶۶۸ اینچ مکعب (۱۰٫۹ لیتر) هستند. در هر سیلندر و می‌تواند بیش از ۴٬۴۰۰ اسب بخار (۳٫۳ مگاوات) تولید کند. جنرال الکتریک همچنین GEVO-16 را تولید می‌کند که بیش از ۶٬۰۰۰ اسب بخار (۴٫۴۷ مگاوات) تولید می‌کند.
موتور دیزلی وی۱۶ دیگر وارتسیلا 46F است که بیش از ۲۵٬۷۰۰ اسب بخار (۱۹٫۲ مگاوات) دور در دقیقه تولید می‌کند.
در بریتانیا از سال ۱۹۴۷ به بعد، موتورهای دیزلی انگلیسی الکتریک زیرمجموعه شرکت انگلیسی الکتریک یک موتور وی۱۶ را برای استفاده ریلی و دریایی بر اساس سری کی ۱۰ اینچ در ۱۲ اینچ (۲۵۴ میلی‌متر در ۳۰۵ میلی‌متر) ساخت که به ویژه در بریتانیا استفاده می‌شد. لکوموتیوهای کلاس ۴۰ و ۵۰ راه‌آهن با توان خروجی در محدوده ۲۰۰۰–۳۰۰۰ اسب بخار (۱۴۹۲–۲۲۳۸ کیلووات) در سرعت‌های ۶۰۰ تا ۹۰۰ دور در دقیقه. این موتور نیز از یک سری مبتنی بر اندازه سیلندر ثابت ۹۴۲ متر مکعب گرفته شده‌است. (۱۵٫۴ لیتر) در هر سیلندر، که ظرفیت کلی وی۱۶ را ۱۵۰۷۲ مکعب می‌کند. (۲۴۶ لیتر).
یکی دیگر از سازندگان قابل توجهی که پیکربندی وی۱۶ را ارائه کرد، شرکت دیترویت دیزل بود، به ویژه در موتورهای دیزلی دو زمانه سری ۷۱، ۹۲ و ۱۴۹ آن‌ها، با توان خروجی از حدود ۶۵۰ تا بیش از ۲۴۰۰ اسب بخار (۴۸۵–۱۷۹۰ کیلووات) در سرعت‌های بیش از ۲۰۰۰ دور در دقیقه در محدوده‌های کوچکتر. یک بار دیگر این موتورها بر پایه قطعات معمولی بودند (تعداد عددی اندازه سیلندر در اینچ مکعب است) و برای کاربردهای دریایی، ژنراتور و کامیون‌های معدن خارج از جاده استفاده می‌شد. ماهیت ماژولار موتورها به این معنی است که پیکربندی وی۱۶ با کنار هم قرار دادن ۲ بلوک موتور وی۸ ساخته شده‌است و چرخه ۲ زمانه قدرت بسیار خوبی نسبت به وزن ارائه می‌دهد. 16V149 قادر است با خروجی موتورهای ۴ زمانه بسیار بزرگتر و کندتر برابری کند.
فیربنکس مورس موتورهای دیزلی وی۱۶ زیر را تولید می‌کند، FM | ALCO 251F, FM | COLT-PIELSTICK PA6B STC, FM | COLT-PIELSTICK PC2.5 STC, FM | MAN 28/33D STC, FM | MAN 32/44CR, FM | MAN 48/60 CR و FM | MAN 175D.

## برنامه‌های کاربردی هواپیما

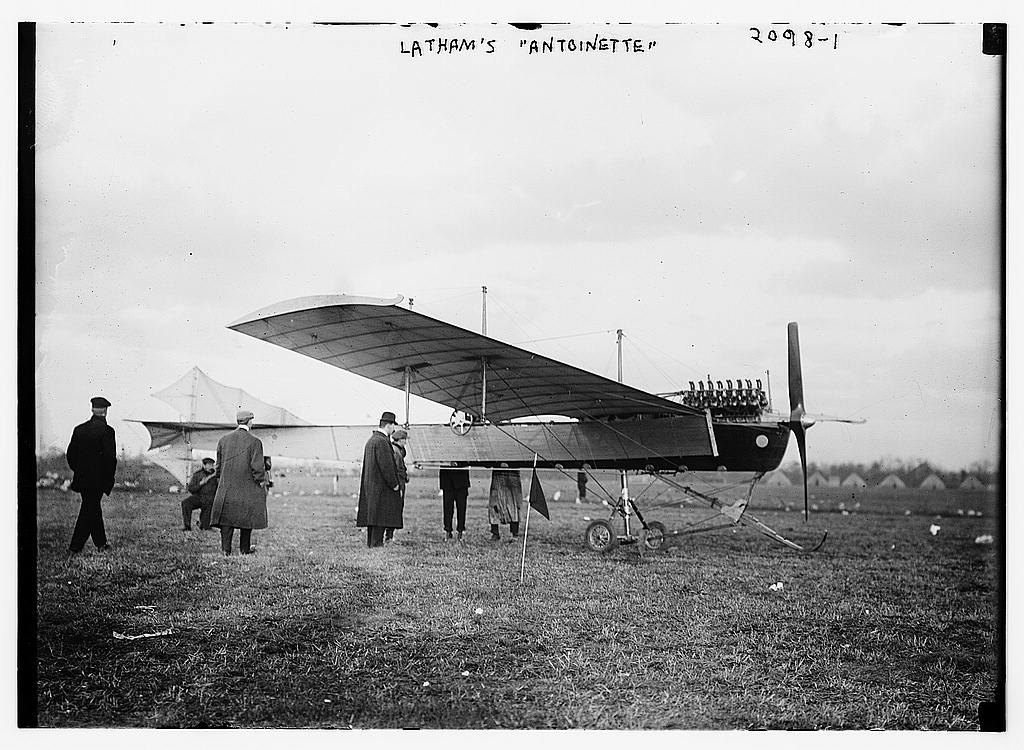
هواپیمای آزمایشی آنتوانت۷

نسخه ۱۹۱۰ آنتوانت۷ از موتور وی۱۶ استفاده می‌کرد و در جام گوردون بنت در سال ۱۹۱۰ در ایالات متحده شرکت کرد.
کشتی‌های هوایی هیندنبورگ دهه ۱۹۳۰ هر کدام از چهار موتور دیزلی دایملر-بنز دی‌بی ۶۰۲ وی۱۶ استفاده می‌کردند.
در نیمه نخست سده بیستم، چندین هواپیمای نمونه اولیه از موتورهای وی۱۶ استفاده کردند، از جمله:
- نمونه اولیه ۱۹۰۷ توسط مهندس آنتوانت ، لئون لووااسور طراحی شد.[نیازمند منبع]
- دوزنبرگ یک موتور وی۱۶ را برای استفاده در هواپیماهای نظامی در اواسط دهه ۱۹۱۰ توسعه داد. جنگ جهانی اول پیش از آزمایش موتور در هواپیما به پایان رسید.[۱۳]
- موتور وی۱۶ معکوس کرایسلر IV-2220 در سال ۱۹۳۹ توسعه یافت، زمانی که کرایسلر با دولت ایالات متحده قرارداد ایجاد یک موتور جدید برای استفاده در هواپیماهای جنگنده را امضا کرد. موتور حاصل ۲٬۵۰۰ اسب بخار (۱٬۹۰۰ کیلووات) رتبه‌بندی شد ،[نیازمند منبع]، اما تا ژوئن ۱۹۴۵ طول کشید تا موتور در حالت آماده برای آزمایش قرار گیرد. یک موتور نمونه اولیه در پی-۴۷ ثاندربولت (با نام XP-47H) نصب شد،[۱۴] که به بیشینه سرعت ۵۰۴ مایل بر ساعت (۸۱۱ کیلومتر بر ساعت) دست یافت. جنگ جهانی دوم اندکی پس از آزمایش‌ها به پایان رسید، بنابراین توسعه موتور متوقف شد.